# Кастровьехо Брионес, Рамон
Рамо́н Кастровье́хо (исп. Ramón Castroviejo Briones; 1904, Логроньо — 1987, Мадрид) — офтальмолог-микрохирург, значительно усовершенствовавший операцию пересадки роговицы, превративший её из редчайшего экспериментального вмешательства в эффективную хирургическую процедуру, которая в наше время позволяет сохранять и возвращать зрение тысячам людей ежегодно.

## Биография
Родился в семье окулиста Рамона Кастровьехо Навахаса (исп. Ramón Castroviejo  Navajas) из Сорсано и Аниты Брионес из Наваррете. Учился в колледже Малые братья Марии, продолжил образование в Мадридском университете. Получив диплом в 1927 году и отработав в столичном госпитале Красного Креста, получил грант на учёбу в США и направился в Чикаго, где с 1928 по 1930 год был офтальмологом в больнице «Eye, Ear, Nose and Throat».
На протяжении года проводил исследования, связанные с роговицей, в известной клинике Майо, в этот период он создал хирургический нож с двойным лезвием для получения квадратных участков донорского материала. С 1931 года началась работа в Колумбийском пресвитерианском медицинском центре в Нью-Йорке. В 1936 он получил американское гражданство. В 1950 году создал «иглодержатель Кастровьехо», и в наше время применяемый в ходе микрохирургических операций.
До 1952 года работал в Колумбийском Университете, посвятив себя разработке новых техник кератопластики и осуществив множество пересадок. Ещё в 1936 году провёл первую пересадку роговицы у пациента с поздней стадией кератоконуса, добившись значительного улучшения зрения
В 1941 году сообщил о результатах 400 пересадок роговиц у животных и 200 — у людей.
С 1953 по 1963 год — клинический профессор офтальмологии Нью-Йоркского университета. С 1952 по 1963 год также был директором офтальмологического отделения Нью-Йоркского госпиталя Сен-Винсента, в последующие годы занимал множество других должностей в различных клиниках. В частной клинике Кастровьехо, созданной в 1948 году, проводились самые сложные глазные операции того времени.
В 1964 году вышел «Atlas de queratectomias y queratoplastias», в котором изложен его опыт и наработки в области кератопластики. Метод сквозной кератопластики с использованием квадратного трансплантата и поверхностных стежков оставался стандартом до создания более совершенных хирургических материалов.
С молодых лет любил спорт. В 1924 году забил первый гол на первом матче новосозданного футбольного клуба «Депортиво Логронья». В 1927 году стал чемпионом по метанию копья в испанской универсиаде . Увлекался также ездой на велосипеде, плаванием и теннисом.
В 1975 году вышедшему на пенсию Кастровьехо предстояла тяжёлая абдоминальная операция, с незначительными шансами на сохранение жизни.
В мае 1975 года на встрече Панамериканской офтальмологической ассоциации несколько участников из разных стран договорились создать международное общество по исследованию заболеваний роговицы и переднего отрезка глаза. Новая организация получила имя «Общество Кастровьехо», и лишь в 2002 году в связи с расширением изменило название на «Общество по лечению заболеваний роговицы». Ежегодно общество награждает лучшего специалиста «медалью Кастровьехо».
Последние годы жизни провёл в Мадриде, но при этом продолжал путешествовать, в том числе посещать полюбившийся ему Нью-Йорк. На родине он основал Испанский глазной банк, а также «Институт офтальмологических исследований Рамона Кастровьехо». В Мадриде и Логроньо есть улицы его имени, в Логроньо также установлен его бюст.

## Награды, степени и почётные должности
- Степень почётного доктора в университетах:
  - Мадридский университет Комплутенсе
  - Universidad de Salamanca
  - Universidad de Santo Domingo
  - Universidad Río Grande do Sul
  - Universidad San Marcos
  - Universidad del Este en Manila

## Основные работы
- Atlas Keratectomy and Keratoplasty. — W.B. Saunders Company, 1966. — 446 p.